# جيف غالواي
جيف غالواي (بالإنجليزية: Jeff Galloway)‏ هو منافس ألعاب قوى أمريكي، ولد في 12 يوليو 1945 في رالي في الولايات المتحدة.

## وصلات خارجية
- جيف غالواي على موقع أوليمبيديا (الإنجليزية)